# جان بول
جان بول (بالإنجليزية: Jean-Paul L'Allier)‏ (و. 1938 – 2016 م) هو محامي، وسياسي من كندا . ولد في هدسون . تولى منصب عضو الجمعية الوطنية في كيبك (1970–15 نوفمبر 1976).
توفي في مدينة كيبك .

## جوائز
حصل على جوائز منها:
- Académie des Grands Québécois (2008)[15]
- قائد وسام جوقة الشرف (7 أكتوبر 2005)[16]
- Officer of the National Order of Quebec (2004).[17]

| المناصب السياسية | المناصب السياسية                        | المناصب السياسية |
| ---------------- | --------------------------------------- | ---------------- |
| سبقه             | عضو الجمعية الوطنية في كيبك 1970 - 1976 | تبعه             |